# بوب هنتنغتون
بوب هنتنغتون (بالإنجليزية: Bob Huntington)‏ مواليد 1869 - وفيات 1949، كان لاعب كرة مضرب أمريكي. كما أنه أحد أبطال الجراند سلام. فاز بلقب الزوجي لبطولة أمريكا المفتوحة للتنس مرتين الأول سنة 1891 والثاني سنة 1892.

## النهائيات

### اللقب (2)
| السنة | البطولة           | الشريك       | المنافس                    | النتيجة            |
| 1891  | البطولة الأمريكية | أوليفر كامبل | فالنتاين هول كلارنس هوبارت | 6–3, 6–4, 8–6      |
| 1892  | البطولة الأمريكية | أوليفر كامبل | إدوارد إل هول فالنتاين هول | 6–4, 6–2, 4–6, 6–3 |

### الوصافة (1)
| السنة | البطولة           | الشريك       | المنافس                    | النتيجة            |
| 1893  | البطولة الأمريكية | أوليفر كامبل | كلارنس هوبارت فريدريك هوفي | 3–6, 4–6, 6–4, 2–6 |

## روابط خارجية
- بوب هنتنغتون على موقع رابطة محترفي التنس (الإنجليزية)
- بوب هنتنغتون على موقع أرشيف التنس.كوم (الإنجليزية)